# Asemostera latithorax
Asemostera latithorax là một loài nhện trong họ Linyphiidae. Loài này được phát hiện ở Brasil.